# مان دي بيران
ماري دي بيران (بالفرنسية: Maine de Biran)‏، واسمه الكامل ماري فرانسوا بيار غونيته دي بيران، من مواليد 29 نوفمبر 1766 في برجيراك وتوفي في باريس يوم 20 يوليوز 1824، فيلسوف فرنسي كان حاكما على مقاطعة الدوردوني ثم نائبا فمستشار دولة. تقوم الروحانية عنده على منهج في التحليل النفساني للذات وهو إدراك يتيح لنا إدراك الأنا عندنا على أنه ميل أو عفوية حرة واحدة وغير قابلة للتجزئة. وتشكل تحليلاته للجهد الإرادي إسهاما لاينكر في كل فلسفة تتناول الإرادة.

## مؤلفاته
• رسالة حول تأثير العادة في ملكة الفكر (1802).
• رسالة حول انحلال الفكر (1805).
• رسالة حول الإدراك المباشر للذات (1807).
• رسالة حول علاقات المادي بالروحي عند الإنسان (1814).

## روابط خارجية
- مان دي بيران على موقع الموسوعة البريطانية (الإنجليزية)